# Estadio Lluís Sitjar
El Estadio Lluís Sitjar, anteriormente Campo Luis Sitjar, fue un campo de fútbol de Palma de Mallorca. Se inauguró en 1945 y fue el estadio oficial del R. C. D. Mallorca hasta 1999. 

## Historia
El estadio, anteriormente llamado Es Fortí, contaba con un aforo inicial de unas 15.000 personas y unas dimensiones de 103x69 m. Se inauguró oficialmente el 23 de septiembre de 1945, en un partido contra el Xerez F. C. cuyo resultado final fue un 3-0 favorable al Mallorca. Marcó el primer gol el delantero Sanz. En 1955 el estadio de Es Fortí pasó a llamarse Luis Sitjar en memoria del presidente que impulsó su construcción. En sucesivas ampliaciones, el aforo del estadio llegó hasta los 31 000 espectadores, pero en 1998, ante las nuevas normas de seguridad, se redujo de nuevo su capacidad hasta los 18.000 localidades. En el verano de 1999 el RCD Mallorca se trasladó a Son Moix.
La propiedad del Lluís Sitjar está dividida en 666 participaciones, unas 200 de las cuales están en poder del RCD Mallorca y la mayoría de las restantes las controla la Asociación de Copropietarios.
Hasta el fin de la temporada 2007, utilizó el estadio el Mallorca B. En el verano de ese mismo año, los copropietarios y el club se desentendieron de su mantenimiento y quedó en un estado de total abandono, lo que ha incidido en su importante degradación.
Posteriormente, el consejo de administración del RCD Mallorca elaboró un proyecto que posibilitase el regreso del club al Es Fortí como uno de los objetivos del programa del centenario cumplido en 2016. La mala situación económica del club hizo imposible materializarlo.
El 15 de noviembre de 2011 el estadio, que se había convertido en un refugio de personas «sin techo», sufrió un incendio. En marzo de 2012 uno de los indigentes allí instalados agredió a una pareja que se había introducido en el lugar.
Finalmente fue derruido en 2014. En 2022 el ayuntamiento de Palma negocia con los propietarios la compra del solar.